# Вотіна (Канзас)
Вотіна (англ. Wathena) — місто (англ. city) в США, в окрузі Доніфан штату Канзас. Населення — 1246 осіб (2020).

## Географія
Вотіна розташована за координатами 39°45′41″ пн. ш. 94°56′7″ зх. д. / 39.76139° пн. ш. 94.93528° зх. д. (39.761398, -94.935321).  За даними Бюро перепису населення США в 2010 році місто мало площу 5,96 км², з яких 5,90 км² — суходіл та 0,07 км² — водойми.

## Демографія
Згідно з переписом 2010 року, у місті мешкали 1364 особи в 550 домогосподарствах у складі 365 родин. Густота населення становила 229 осіб/км².  Було 587 помешкань (98/км²).
Расовий склад населення:
| - 96,6 % — білих - 1,3 % — чорних або афроамериканців - 0,3 % — корінних американців - 0,3 % — азіатів |

До двох чи більше рас належало 1,5 %. Частка іспаномовних становила 1,1 % від усіх жителів.
За віковим діапазоном населення розподілялося таким чином: 24,7 % — особи молодші 18 років, 57,5 % — особи у віці 18—64 років, 17,8 % — особи у віці 65 років та старші. Медіана віку мешканця становила 40,9 року. На 100 осіб жіночої статі у місті припадало 89,4 чоловіків;  на 100 жінок у віці від 18 років та старших — 87,1 чоловіків також старших 18 років.
Середній дохід на одне домашнє господарство  становив 57 631 долар США (медіана — 47 500), а середній дохід на одну сім'ю — 66 873 долари (медіана — 52 297). Медіана доходів становила 41 205 доларів для чоловіків та 31 932 долари для жінок. За межею бідності перебувало 14,2 % осіб, у тому числі 28,0 % дітей у віці до 18 років та 5,3 % осіб у віці 65 років та старших.
Цивільне працевлаштоване населення становило 666 осіб. Основні галузі зайнятості: освіта, охорона здоров'я та соціальна допомога — 29,0 %, виробництво — 15,3 %, будівництво — 11,1 %, роздрібна торгівля — 9,2 %.